# 環帶瓢眼鰕虎魚
環帶瓢眼鰕虎魚（学名：Sicyopus zosterophorum），又名環帶黃瓜鰕虎，为鰕虎科瓢眼鰕虎魚屬下的一个种。

## 分布
本魚分布於西太平洋區，包括中國、日本、台灣、印尼、菲律賓、密克羅尼西亞、索羅門群島、帛琉、巴布亞紐幾內亞及新喀里多尼亞等沿海區域。

## 特徵
本魚體延長，前部圓筒形，後部側扁，頭大而縱扁，吻短而圓。上下頷具數十個犬齒，口大而前位，上頷明顯突出下頷，鰓孔窄小，峽部頗寬大，體被中大型櫛鱗，後方鱗片較大，雌魚體呈乳黃色，雄魚體側前半部於肛門以前為黑褐色，後半部則呈橘紅色。體背5條黑褐色環帶，眼下方具一黑色橫線。雄魚背鰭下半葉黑褐色，上半葉粉紅色，尾鰭具放射狀黑色線紋，雌魚各鰭透明無色，背鰭硬棘7枚、背鰭軟條9枚，臀鰭硬棘1枚、臀鰭軟條10枚，體長可達5.1公分。

## 生態
本魚棲息在石礫底質的河川，屬底棲性魚類，肉食性。